# Krydsfiner
Krydsfiner er laminerede træplader af tynde lag af finerplader af træ.
Lagene er limet sammen med åreretningerne på kryds, så det danner en hård træplade, stærkere end tilsvarende ikke-sammenlimet træ.
Grunde til at anvende krydsfiner er dens styrke, dens smidighed og dens beskyttelse mod eventuelle brud.
Krydsfinér består af et - som regel ulige - antal sammenlimede finérblade. På engelsk kaldes materialet plywood ("lagtræ"), og lagenes antal betegnes ved 3-ply, 5-ply osv. De to yderfinerer skal have parallelt løbende fibre og desuden vende marvsiden, der som følge af skrælningen er konkav, indefter, for at pladen ikke skal krumme sig